# Clarksville (Texas)
Clarksville is een plaats (city) in de Amerikaanse staat Texas, en valt bestuurlijk gezien onder Red River County.

## Demografie
Bij de volkstelling in 2000 werd het aantal inwoners vastgesteld op 3883. In 2006 is het aantal inwoners door het United States Census Bureau geschat op 3618, een daling van 265 (-6,8%).

## Geografie
Volgens het United States Census Bureau beslaat de plaats een oppervlakte van 7,7 km², geheel bestaande uit land. Clarksville ligt op ongeveer 131 m boven zeeniveau.

## Plaatsen in de nabije omgeving
De onderstaande figuur toont nabijgelegen plaatsen in een straal van 28 km rond Clarksville.

## Geboren
- John Edward Williams (1922-1994), schrijver
- J.D. Tippit (1924-1963), politieagent
- Tommie Smith (1944), sprinter en olympisch kampioen